# Vojtěch Flégl
Vojtěch Flégl (* 24. Juni 1967 in Prag, Tschechoslowakei) ist ein ehemaliger tschechischer Tennisspieler.

## Leben
Flégl wurde 1988 Tennisprofi. Im Herreneinzel konnte er im Verlauf seiner Karriere keine nennenswerten Erfolge feiern, stattdessen konzentrierte er sich auf das Doppel. Dort war er recht erfolgreich und gewann zwischen 1990 und 1995 fünf Doppeltitel auf der ATP World Tour sowie drei Doppeltitel auf der ATP Challenger Tour. Allein 1990 gelangen ihm mit seinem Doppelpartner Daniel Vacek drei Titelgewinne, danach spielte er mit wechselnden Partnern. Die höchste Notierung in der Tennis-Weltrangliste erreichte er 1990 mit Position 466 im Einzel sowie 1992 mit Position 58 im Doppel.
Im Einzel konnte er sich nie für ein Grand-Slam-Turnier qualifizieren. In der Doppelkonkurrenz erreichte er dreimal in Folge die zweite Runde der French Open sowie einmal die zweite Runde der Australian Open. Im Mixed erreichte er 1992 die zweite Runde der French Open.
Bis Februar 2024 betreute Flégl als Trainer die russische Profispielerin Jekaterina Alexandrowa. Da er zu diesem Zeitpunkt wegen einer Korruptionsaffäre in Vorbeugehaft genommen wurde, endete sein Trainerengagement.

## Erfolge
| Legende                       |
| Grand Slam                    |
| Tennis Masters Cup            |
| ATP Masters Series            |
| ATP International Series Gold |
| ATP International Series (5)  |
| ATP Challenger Tour (4)       |

### Doppel

#### Turniersiege

##### ATP Tour
| Nr. | Datum           | Turnier    | Belag | Partner        | Finalgegner                          | Ergebnis      |
| --- | --------------- | ---------- | ----- | -------------- | ------------------------------------ | ------------- |
| 1.  | 14. Mai 1990    | Umag       | Sand  | Daniel Vacek   | Andrei Tscherkassow Andrei Olchowski | 6:4, 6:4      |
| 2.  | 6. August 1990  | Prag       | Sand  | Daniel Vacek   | George Cosac Florin Segărceanu       | 5:7, 6:4, 6:3 |
| 3.  | 20. August 1990 | San Marino | Sand  | Daniel Vacek   | Jordi Burillo Marcos Aurelio Górriz  | 6:1, 4:6, 7:6 |
| 4.  | 5. August 1991  | Prag       | Sand  | Cyril Suk      | Libor Pimek Daniel Vacek             | 6:4, 6:2      |
| 5.  | 13. Juni 1994   | St. Pölten | Sand  | Andrew Florent | Adam Malik Jeff Tarango              | 3:6, 6:1, 6:4 |

##### Challenger Tour
| Nr. | Datum           | Turnier | Belag | Partner         | Finalgegner                      | Ergebnis      |
| --- | --------------- | ------- | ----- | --------------- | -------------------------------- | ------------- |
| 1.  | 15. August 1988 | Eger    | Sand  | Jaroslav Bulant | Karel Nováček Richard Vogel      | 6:4, 3:6, 7:5 |
| 2.  | 30. Mai 1994    | Fürth   | Sand  | Andrew Florent  | Gastón Etlis Christian Miniussi  | 7:6, 6:1      |
| 3.  | 24. Juli 1995   | Prag    | Sand  | Filip Dewulf    | Petr Pála David Škoch            | 2:6, 6:1, 6:4 |
| 4.  | 14. August 1995 | Graz    | Sand  | Pablo Albano    | Emilio Benfele Álvarez Pepe Imaz | 6:4, 6:3      |

#### Finalteilnahmen
| Nr. | Datum              | Turnier   | Belag | Partner            | Finalgegner                    | Ergebnis      |
| --- | ------------------ | --------- | ----- | ------------------ | ------------------------------ | ------------- |
| 1.  | 15. April 1991     | Nizza     | Sand  | Nicklas Utgren     | Rikard Bergh Jan Gunnarsson    | 4:6, 6:4, 3:6 |
| 2.  | 20. Juli 1992      | Kitzbühel | Sand  | Horacio de la Peña | Sergio Casal Emilio Sánchez    | 1:6, 2:6      |
| 3.  | 28. September 1992 | Palermo   | Sand  | Horacio de la Peña | Johan Donar Ola Jonsson        | 7:5, 3:6, 4:6 |
| 4.  | 16. Mai 1994       | Bologna   | Sand  | Andrew Florent     | John Fitzgerald Patrick Rafter | 3:6, 3:6      |